# Orde Colonial de l'Estrella d'Itàlia
L'Orde Colonial de l'Estrella d'Itàlia (itàlia: Ordine Al Merito Coloniale della Stella d'Itàlia) era un orde de l'Imperi Colonial Italià, creada el 18 de gener de 1914 pel Rei Víctor Manuel III d'Itàlia.
S'instituí el 1914 amb l'esclat de la Guerra de Líbia, amb la que s'inicià l'aventura colonial italiana a l'Àfrica. Va ser creada per recompensar als súbdits indígenes de les colònies italianes i, excepcionalment, als ciutadans italians.
Estava dividida en 5 classes:
- Cavaller de Gran Creu (Cavaliere di Gran Croce)
- Gran Oficial (Grandi Ufficiali)
- Comendatari (Commendatori)
- Oficial (Ufficiali)
- Cavaller (Cavalieri)

Com que era un orde especialment dirigit als indígenes, els nomenaments per a italians en classe Cavaller, Oficial i Comendatari no podien superar la meitat del màxim anual, que estava establert en 150 Cavallers, 50 Oficials, 20 Comendataris, 7 Grans Oficials i 4 Grans Creus.
El Consell de l'Orde era presidit pel Ministre de les Colònies, i estava compost pel Primer Secretari de l'Orde de Sant Maurici i Sant Llàtzer, pel canceller de l'Orde de la Corona d'Itàlia, dos membres del Consell de les Colònies, un representant del Ministeri d'Afers Exteriors i pel Director General del Ministeri de les Colònies.
Mitjançant el Reial Decret del 9 de maig de 1939 es disposà que l'Orde podia ser atorgada a estrangers.
Amb la pèrdua de les colònies el 1943 i el pas a la República, l'Orde deixà d'atorgar-se.
Es tractava d'un Orde de l'estat, i no anava lligat al patrimoni dinàstic de la Casa Reial de Savoia.

## Disseny
La insígnia consisteix en una estrella de 5 puntes d'or, esmaltada en blanc, amb perles d'or a les puntes. A l'anvers apareix un medalló al centre, esmaltat en vermell, amb el monograma reial (VE). El medalló està envoltat d'un anell esmaltat en verd, amb la data 1911. Al revers apareix el mateix medalló circular, amb la llegenda AL MERITO COLONIALE ("Al Mèrit Colonial").
L'estrella penja de la corona reial d'or.
El galó de l'orde era vermell, amb una franja blanca i verda a les puntes.
| Maneres de portar les diferents classes de l'Orde |           |              |                 |                         |
| Galó                                              |           |              |                 |                         |
| Cavaliere                                         | Ufficiale | Commendatore | Grand'Ufficiale | Cavaliere di Gran Croce |